# Anna Orlikowska
Anna Orlikowska (ur. 1979 w Łodzi) – polska artystka współczesna, autorka fotografii, filmów video, instalacji.

## Życiorys
W 2004 obroniła dyplom na Wydziale Grafiki i Malarstwa Akademii Sztuk Pięknych im. Władysława Strzemińskiego w Łodzi. W 2005 otrzymała wyróżnienie w konkursie Spojrzenia – Nagroda Fundacji Deutsche Bank. W 2009 otrzymała Grand Prix na Festiwalu Sztuki Młodych Przeciąg w Szczecinie. Odbyła rezydencje artystyczne w studiach DB Stiftung w Berlinie, FACT Liverpool, Futura Center for Contemporary Art w Pradze oraz Center for the Arts w San Francisco.
Jej prace znajdują się w kolekcji m.in. Muzeum Sztuki w Łodzi i Zachęcie Narodowej Galerii Sztuki w Warszawie.
W latach 90. grała na gitarze basowej w zespole 19 Wiosen.